# Universiteit Twente
Universiteit Twente – holenderski uniwersytet publiczny znajdujący się w Enschede.